# XIV Corpo Panzer (Alemanha)
O XIV Corpo Panzer foi um Corpo de Exército da Alemanha durante a Segunda Guerra Mundial. Formado em Junho de 1942 a partir do XIV Corpo de Exército. Serviu no Setor Sul da Frente Oriental e se rendeu em Stalingrado em Novembro de 1942 já que foi destruída em 29 de Janeiro de 1943.
Foi reformada em Março de 1943 a partir dos sobreviventes do antigo Corpo. Foi enviado para a França e em seguida para a Itália onde ficou até o fim da guerra.

## Comandantes
| Comandante                                                 | Data                                 |
| ---------------------------------------------------------- | ------------------------------------ |
| General der Infanterie Gustav von Wietersheim              | (21 Junho 1942 - 14 Setembro 1942)   |
| Generaloberst Hans-Valentin Hube                           | (14 Setembro 1942 - 17 Janeiro 1943) |
| Generalleutnant Helmuth Schlömer                           | (17 Janeiro 1943 - 29 Janeiro 1943)  |
| Generaloberst Hans-Valentin Hube                           | (5 Março 1943 - 2 Setembro 1943)     |
| General der Panzertruppen Hermann Balck                    | (2 Setembro 1943 - 1 Outubro 1943)   |
| Generaloberst Hans-Valentin Hube                           | (1 Outubro 1943 - 22 Outubro 1943)   |
| General der Panzertruppen Fridolin von Senger und Etterlin | (22 Outubro 1943 - 8 Maio 1945)      |

## Área de Operações
- Frente Oriental, Setor Sul  (Junho 1942 - Outubro 1942)[3]
- Stalingrado   (Outubro 1942 - Janeiro 1943)
- Frente Ocidental (Março 1943 - Outubro 1944)
- Norte da Itália (Outubro 1944 - Maio 1945)

## Ordem de Batalha
- Arko 414[3]
- Korps-Nachrichten Abteilung 60
- Korps-Nachschub Truppen 414